# Poxviridae
A Poxviridae a vírusok egyik családja, az ide tartozó fajok a poxvírusok vagy himlővírusok. Gazdaszervezeteik a gerincesek – köztük az ember – és az ízeltlábúak. A családba jelenleg 2 alcsalád, 13 nem (genus) és 69 faj tartozik. A poxvírusok olyan betegségeket okoznak, mint a feketehimlő, molluscum contagiosum, majomhimlő vagy tehénhimlő.

## Szerkezetük

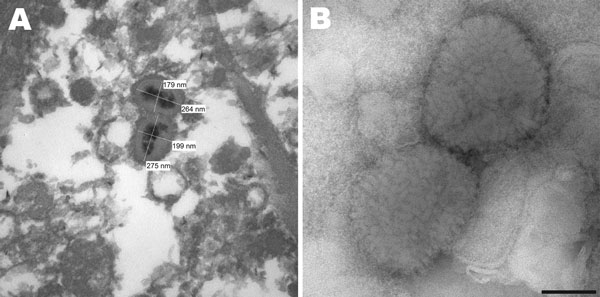
A) poxvírusok elektronmikroszkópos képe denevér ízületében B) Poxvírusok sejtkultúra felülúszójában. A bal alsó fekete vonal 100 nm-t jelez

A poxvírusoknak két fertőzőképes formája létezik: az érett sejten belüli alak, amely már rendelkezik az endoplazmatikus retikulumból beszerzett egyrétegű lipidburokkal; és a sejten kívüli forma, amelynek ezen felül a sejtmembránból szerzett második lipidburka is van. Utóbbi felszínén olyan vírusfehérjék is megtalálhatók, amelyek az elsőnél hiányoznak. Formájuk lekerekített téglatest vagy ovális. A legtöbb vírushoz képest meglehetősen nagyok, hosszuk eléri a 350, átmérőjük a 250 nanométert (összehasonlításul, a náthát okozó rhinovírus tizedakkora mint egy poxvírus). A vírusmag (core) súlyzó alakú, melynek homorú részén ismeretlen funkciójú testek figyelhetőek meg. Genomjuk egyetlen kettős szálú, lineáris DNS, amelynek hossza a fajok között 134 ezer és 360 ezer bázispár között változik. A gerincesek himlővírusai kb. 90, míg a rovarvírusok 50 génnel rendelkeznek. A vírus alapvető funkcióhoz szükséges gének – struktúrfehérjék, DNS-másoló enzimek – a genom közepén, míg a fertőzés menetét, a virulenciát szabályzó – sokszor a gazdaszervezettől szerzett – gének a két végén találhatóak.

## Szaporodásuk
Replikációjuk több szakaszból áll. A fertőzés első lépéseként a vírus a sejtfelszínen található receptorhoz köt, ami ebben az esetben egy glikozaminoglikán poliszacharid. A poxvírusok sejten kívüli, többszörös lipidburkos formája ezután ledobja a külső lipidréteget (ez a lépés az érett sejten belüli alaknál elmarad) és a belső lipidburka fuzionál a sejt membránjával (vagy ha a sejt endocitózissal bekebelezte, akkor az endoszóma membránjával). Ezáltal a vírusmag bekerül a citoplazmába.
A vírus saját enzimével kezdi meg genomjáról az mRNS-ek gyártását. A gének átírása két fázisban történik. A korai gének a vírus-DNS másolását és a gazdaszervezet védekezési mechanizmusainak kikerülését szolgálják, míg a kései gének elsősorban a virion összeállításához szükséges strukturális fehérjéket kódolják. A DNS-genom másolása szokatlan módon nem a sejtmagban, hanem a citoplazmában, a vírus saját enzimeinek segítségével zajlik. A szabadba kerülés is többlépcsős és több lehetséges útvonalon zajló folyamat. A virionok egy része (ezek a sejten belüli érett vírusok) a sejten belül maradnak azok széteséséig, míg mások az endoplazmatikus retikulumból összesen háromszoros lipidburkot készítenek maguk köré, a citoszkeleton mentén a sejthártyáig vándorolnak, amibe legkülső burkuk beleolvad és a két lipidburkos sejten kívüli vírusforma exocitózissal kiszabadul a környezetbe.

## Evolúciójuk
Strukturális szempontból a poxvírusok legközelebbi rokonai az adenovírusok, feltehetően közös őstől származnak, de a genom szerveződésének alapján az afrikai sertéspestist okozó Asfarviridae, a Rudiviridae vagy a Phycodnaviridae családdal is lehetnek rokonságban. Az összehasonlító genetikai vizsgálatok szerint átlagos evolúciós sebességük 0,9-1,2 mutáció minden bázispáron egymillió évenként Egy másik becslés ezt a sebességet 0,5–7 × 10−6 bázispárcsere per hely per évre teszi. Egy harmadik becslés szerint a sebesség 4-6 mutáció minden bázispáron egymillió évenként. A gerinceseket fertőző poxvírusok közös őse félmillió évvel ezelőtt létezhetett. A madarak betegségeit okozó Avipoxvirus 250 ezer éve vált le a főcsoportól, a feketehimlő kórokozóját is tartalmazó Orthopoxvirus genus pedig 160-300 ezer éve.

## Feketehimlő
A poxvírusok által okozott fertőzések már évezredek óta ismertek. A feketehimlő egyik legkorábbi ismert áldozata V. Ramszesz fáraó volt, aki i.e. 1150 körül halt meg. A járvány a 8. század került át Európába és a 16. század elején az amerikai kontinensre. Az azték birodalom gyors bukását is a feketehimlő-járvány okozta, amelyben a becslések szerint 3,2 millió őslakos halt meg. Az indiánok korábban soha nem találkoztak a betegséggel ezért rendkívül sebezhetőnek bizonyultak. A himlő elleni oltást Kínában már az ókor óta alkalmazták, de mivel a tényleges kórokozóval végezték, nagyon kockázatos volt. A jóval biztonságosabb tehénhimlővel végzett oltást Edward Jenner vezette be a 18. században. A WHO a 20. században meghirdette a feketehimlő kiirtásának programját. Az utolsó járvány 1977-ben tört ki Szomáliában, két évvel később pedig az ENSZ a világot himlőmentesnek nyilvánította. 1986-ban kettő kivételével (az egyiket az USA-beli Atlantában, a másikat Moszkvában őrzik) valamennyi vírusmintát megsemmisítették.

## Fordítás
- Ez a szócikk részben vagy egészben  a   Poxviridae című angol Wikipédia-szócikk ezen változatának fordításán alapul.  Az eredeti cikk szerkesztőit annak laptörténete sorolja fel. Ez a jelzés csupán a megfogalmazás eredetét és a szerzői jogokat jelzi, nem szolgál a cikkben szereplő információk forrásmegjelöléseként.